# باد ليبشبرينغه
باد ليباسبرينغه (بالألمانية: Bad Lippspringe) هي بلدة ألمانية تقع في ألمانيا في بادربورن. يقدر عدد سكانها بـ 15,141 نسمة .

## أعلام
- قاي هارفي